# آلبرت موکیف
آلبرت موکیف (انگلیسی: Albert Mokeyev; ۴ ژانویهٔ ۱۹۳۶ – ۲۷ فوریهٔ ۱۹۶۹) ورزشکار پنج‌گانه مدرن اهل اتحاد جماهیر شوروی سوسیالیستی بود.
وی در مسابقات کشوری و بین‌المللی در مجموع برندهٔ ۱ مدال طلا، ۱ مدال برنز شده‌است.

## زندگی‌نامه
او در سال ۱۹۵۷ از مؤسسه آموزشی دولتی گورکی فارغ‌التحصیل شد.
در ماه مه ۱۹۶۱، او در مسابقات بین‌المللی در مسکو از تیم ملی اتحاد جماهیر شوروی نمایندگی کرد و در مسابقات قهرمانی فردی مقام دوم را به دست آورد.
در جام جهانی ۱۹۶۲، او در تیم اتحاد جماهیر شوروی ذخیره بود. در بازی‌های المپیک ۱۹۶۴ در توکیو، او مدال طلا در رقابت تیمی و برنز در رقابت فردی را به دست آورد.